# Tapatalk
Tapatalk是一個在流動設備上的互聯網論壇應用程序，由Tapatalk Inc.開發。
Tapatalk主要給流動設備提供更好的論壇平台，並且允許用戶可以在同一個介面同時訪問多個論壇。該應用程序最初是為Android設計的，但現在也支持iOS和Windows Phone模式。
Tapatalk支持的論壇軟件系統包括：phpBB3，vBulletin，xenForo，IPBoard，Simple Machines Forum，MyBB，bbPress，Kunena，Vanilla論壇，ASP Playground和Drupal。此外，'Conversr'（Composr CMS的集成論壇）允許通過安裝官方插件來支持Tapatalk。
2016年，Tapatalk收購了Yuku，並於2017年7月將該服務的內容遷移到他們自己的公告板平台。 2017年7月，Tapatalk還收購了由Zathyus Networks運營的論壇服務Zetaboards和zIFBoards（Invisionfree)。

## 在區塊鏈上的重要事件
- 在2018年10月，Tapatalk與CrowdGather, Everipedia和Discourse创建了区块链咨询委员会，而其中已经任命了三位著名的技术专家加入董事会以整合区块链技术。[3]
- 在2018年，Tapatalk宣布與由應用程序Kik 創建的區塊鏈平台KIN建立夥伴關係，Tapatalk將向其3億用戶獎勵Kin幣。[4]
- 在2019年2月，Tapatalk宣布他們將在EOS.IO平台上建立Gold Points Reward系統，通过EOS加密货币用來激励用户。[5] 另外亦會在EOS.IO平台上構建Gold Point錢包，用以讓終端用戶實現小額支付。[6]而Tapatalk的首席执行官温特·王(Winter Wong)曾表示支持這技术運用於论坛社区上。[7][8]

## 中國大陸封鎖
依據GreatFire測試，其網站在中國大陸被當局的網墻封鎖，即當地網民無法正常訪問該網站，2016年12月或更早起遭受封鎖至今。